# Ивашковица
Ивашковица (укр. Івашковиця) — село в Иршавской общине Хустского района Закарпатской области Украины.
Население по переписи 2001 года составляло 348 человек. Почтовый индекс — 90112. Телефонный код — 3144. Занимает площадь 1,151 км². Код КОАТУУ — 2121983603.

## Достопримечательности
- Деревянная Михайловская церковь с колокольней 1658 года.